# Battaglia di Phủ Hoài
La battaglia di Phủ Hoài del 15 agosto 1883, fu uno scontro non decisivo che ebbe luogo durante i primi mesi della campagna del Tonchino (1883-1886) tra il corpo di spedizione del Tonchino e l'Esercito della bandiera nera di Liu Yongfu. La battaglia si svolse durante il periodo di crescente tensione tra Francia e Cina che culminò con la guerra franco-cinese (agosto 1884-aprile 1885).

## Contesto
L'inizio della campagna del Tonchino è convenzionalmente fissato nel giugno 1883, con la decisione del governo francese di inviare rinforzi nel Tonchino per vendicare la sconfitta e l'uccisione di Henri Rivière ad opera dell'Esercito della bandiera nera nella battaglia di Cầu Giấy del 19 maggio 1883. Questi rinforzi furono organizzati in un corpo di spedizione del Tonchino, posto sotto il comando del generale di brigata Alexandre-Eugène Bouët (1833-1887), il più alto ufficiale della fanteria di marina presente nella colonia francese di Cocincina.
La situazione francese nel Tonchino all'arrivo di Bouët, all'inizio del giugno del 1883, era estremamente precaria. I francesi avevano piccole guarnigioni ad Hanoi, Haiphong e Nam Định, postazioni isolate a Hòn Gai e a Quy Nhơn nell'Annam, e poche prospettive immediate di prendere l'offensiva contro le Bandiere nere di Liu Yongfu e i vietnamiti del principe Hoàng Kế Viêm. Durante il mese di giugno, i francesi si trincerarono dietro le loro difese e controllarono le manifestazioni vietnamite che, seppur timide, si erano verificate ad Hanoi e a Nam Định. L'arrivo tempestivo di rinforzi dalla Francia e dalla Nuova Caledonia e il reclutamento di formazioni ausiliarie cocincinesi e tonchinesi permisero a Bouët di rispondere al nemico. Il 19 luglio 1883 lo chef de bataillon Pierre de Badens, il commandant supérieur francese a Nam Định, attaccò e sconfisse l'esercito vietnamita assediante del principe Hoàng Kế Viêm, alleggerendo di fatto la pressione vietnamita su Nam Định.
Nel luglio del 1883 l'arrivo nella baia di Hạ Long dell'ammiraglio Amédée Courbet, con notevoli rinforzi navali, rafforzò ulteriormente la posizione francese nel Tonchino. Sebbene i francesi fossero ora in grado di prendere in considerazione un'offensiva contro Liu Yongfu, si resero conto che l'azione militare contro l'Esercito della bandiera nera doveva essere accompagnata da un accordo politico, se necessario imposto con la forza, con la corte vietnamita di Huế. Tale accordo avrebbe dovuto imporre un protettorato francese sul Tonchino. Il 30 luglio 1883 l'ammiraglio Courbet, il generale Bouët e Jules Harmand, appena nominato commissario generale civile francese per il Tonchino, tennero a Haiphong un consiglio di guerra. I tre uomini concordarono che Bouët avrebbe dovuto lanciare al più presto un'offensiva contro le posizioni dell'Esercito della bandiera nera presso Phủ Hoài, sul fiume Đáy. Poiché erano a conoscenza del fatto che la corte di Huế stava aiutando segretamente le Bandiere nere e che il Principe Hoàng era ancora in armi presso Nam Định, i tre uomini decisero, soprattutto su sollecitazione di Harmand, di raccomandare al governo francese un attacco contro le difese della capitale vietnamita Huế. L'attacco sarebbe stato seguito da un ultimatum volto ad imporre ai vietnamiti di accettare un protettorato francese sul Tonchino. La proposta fu approvata dal ministero della Marina l'11 agosto 1883 e il 20 agosto 1883, nella battaglia di Thuận An, i francesi presero d'assalto i forti alla foce del fiume Huế: ora i francesi avevano la possibilità di attaccare direttamente la capitale. I vietnamiti chiesero un armistizio e il 25 agosto 1883 Harmand dettò il trattato di Huế alla corte vietnamita. La corte di Huế riconobbe la legittimità dell'occupazione francese della Cocincina, accettò un protettorato francese sia per l'Annam che per il Tonchino e promise di ritirare le sue truppe da quest'ultimo. Il Vietnam, la sua casa reale e la sua corte sopravvissero, ma erano ormai sotto il controllo francese.
Mentre Harmand e Courbet stavano imponendo il protettorato francese a Huế, il generale Bouët tentò di realizzare la parte a lui affidata del programma stabilito alla conferenza di Haiphong del 30 luglio 1883. Il 15 agosto 1883 Bouët attaccò l'Esercito della bandiera nera nelle sue posizioni difensive lungo il fiume Đáy.

## Forze coinvolte

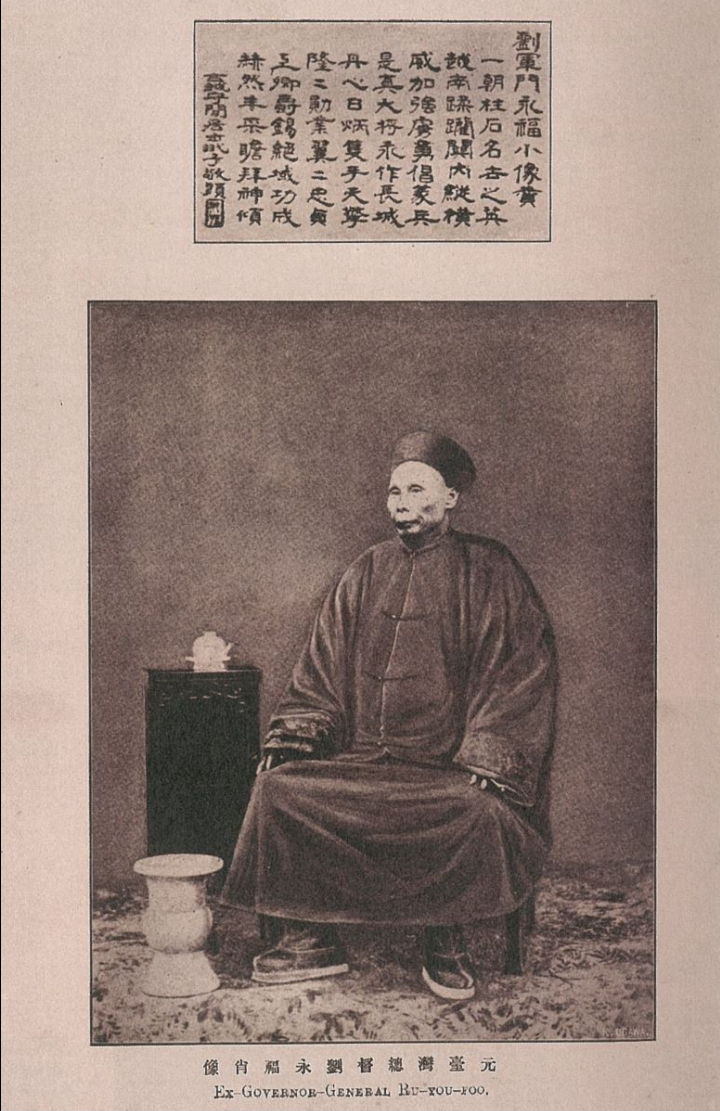
Liu Yongfu (1837–1917)

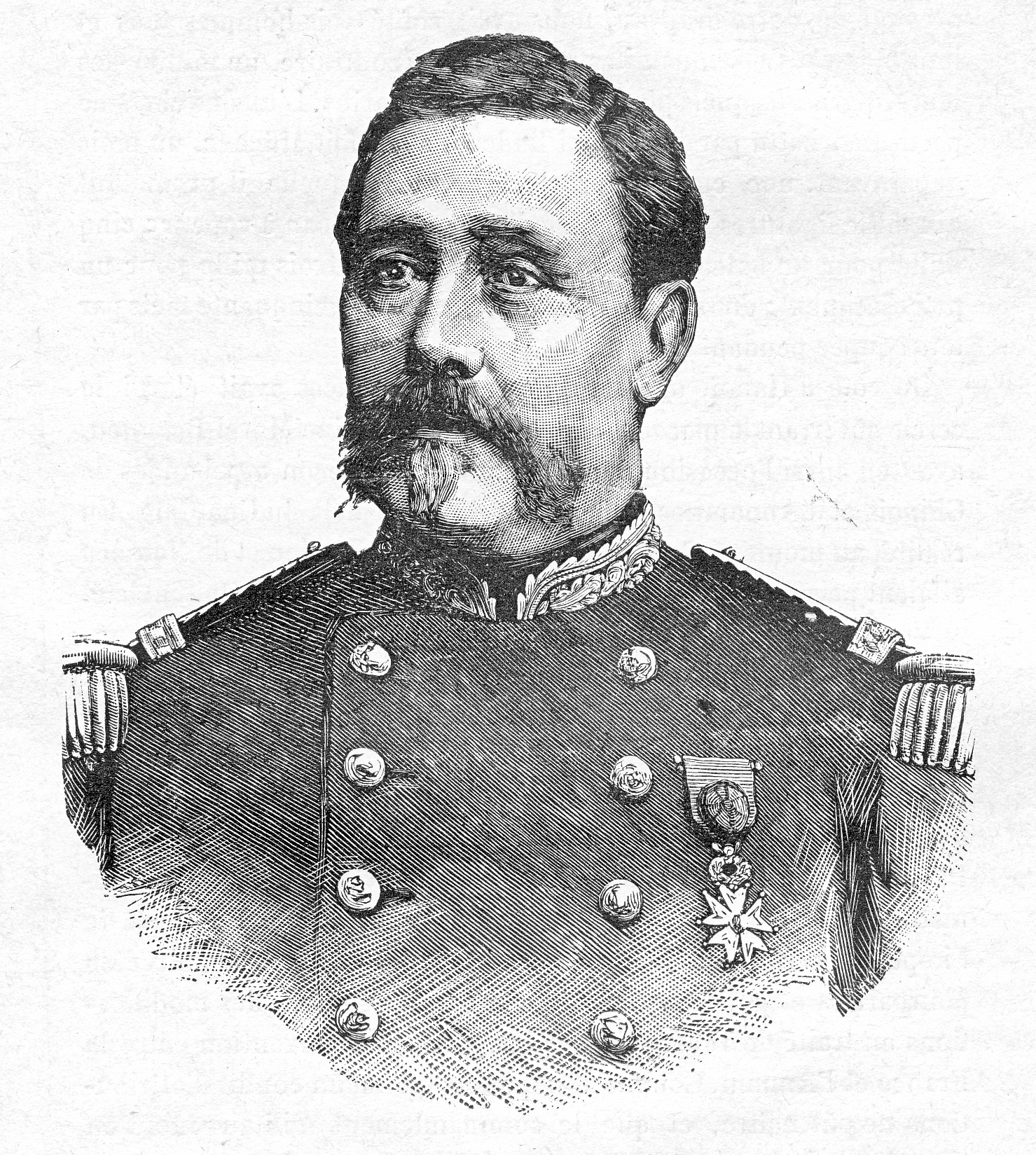
Alexandre-Eugène Bouët (1833–1887)

Il generale Bouët impegnò nell'attacco 2500 soldati francesi e vietnamiti. Le forze francesi consistevano in tre battaglioni di fanteria di marina (chef de bataillon Chevallier, Lafont e Roux), tre batterie di artiglieria di marina (capitani Isoir, Dupont e Roussel), quattro compagnie di fucilieri cocincinesi e circa 450 ausiliari delle Bandiere gialle. Gli attaccanti avanzarono in tre colonne separate. La colonna di sinistra, al comando del tenente colonnello Révillon, era composta da un battaglione di fanteria di marina, una compagnia di fucilieri cocincinesi, due sezioni di artiglieria ed era accompagnata dal battaglione ausiliario delle Bandiere gialle. La colonna centrale, sotto il comando del capo di stato maggiore di Bouët, lo chef de bataillon Paul Coronnat, era composta da un battaglione di fanteria di marina, da una compagnia di supporto di fucilieri cocincinesi e da una batteria di artiglieria di marina. La colonna di destra, al comando del colonnello Bichot, comprendeva un battaglione di fanteria di marina, una compagnia di fucilieri cocincinesi di supporto e una batteria di artiglieria di marina. La colonna di Bichot, il cui fianco destro si trovava sul Fiume Rosso, era appoggiata da sei cannoniere francesi (Pluvier, Léopard, Fanfare, Éclair, Mousqueton e Trombe) della Flottiglia del Tonchino, al comando del capitano di vascello Morel-Beaulieu. Lo stesso Bouët marciava dietro la colonna di Révillon con una piccola riserva.
L'Esercito della bandiera nera schierò circa 3000 uomini. Le forze di Liu Yongfu non erano significativamente superiori a quelle francesi, ma avevano costruito due linee di fortificazioni che bloccavano la strada per Sơn Tây. La prima linea, con funzioni di avamposto, andava dal villaggio di Cầu Giấy (vicino al "Ponte di Carta", teatro della sconfitta e della morte di Rivière il 19 maggio 1883) alla "Pagoda delle Quattro Colonne" (vietnamita: Đình Chèm; francese: Quatre Colonnes) sul Fiume Rosso. La seconda linea, quella di difesa principale, correva alle spalle della prima, comprendendo i villaggi di Phủ Hoài, Noi e Hong.

## La battaglia

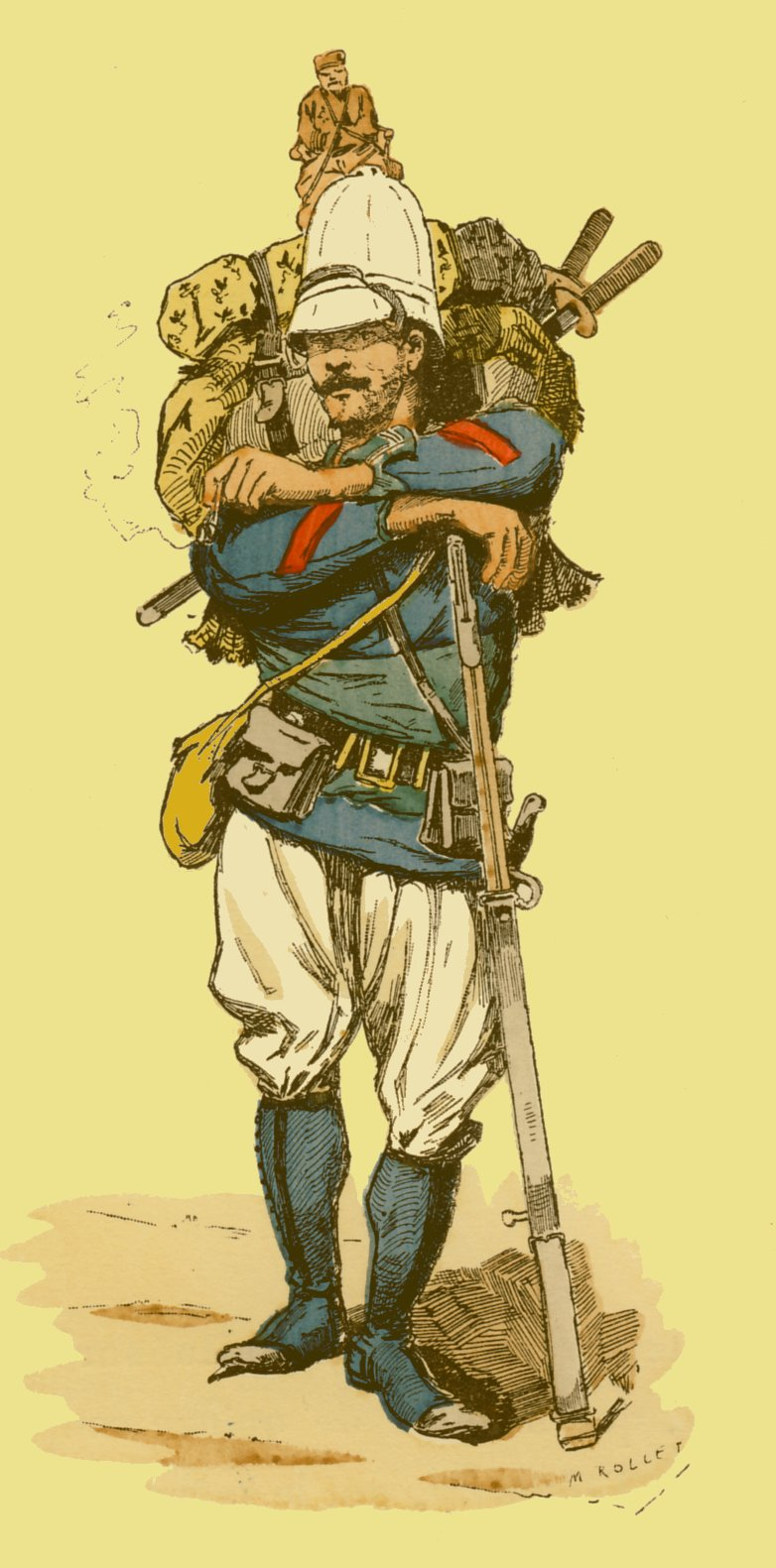
Fante di marina francese in Tonchino, 1883

La colonna di sinistra, quella di Révillon, attaccò senza successo la destra della linea delle Bandiere nere e subì il contrattacco di Liu Yongfu e del grosso del suo esercito. Poiché le munizioni si stavano esaurendo, i francesi ripiegarono verso il "Ponte di Carta". La loro ritirata si trasformò quasi in una rotta, poiché i coolies vietnamiti della colonna si riversarono nelle retrovie in preda al panico, bloccando i sentieri sugli argini lungo i quali venivano portati i rifornimenti di munizioni. Tuttavia il battaglione di fanteria di marina di Chevallier, sparando da posizioni riparate nel villaggio di Vong, coprì con successo la ritirata francese, infliggendo pesanti perdite alle Bandiere nere che abbandonavano le difese e si avventuravano allo scoperto. Verso sera, Bouët impegnò la sua riserva, permettendo a Révillon di stabilizzare la sua linea. Non avendo notizie dei progressi delle altre due colonne, Bouët ordinò alla colonna di Révillon di tornare ad Hanoi la sera stessa.

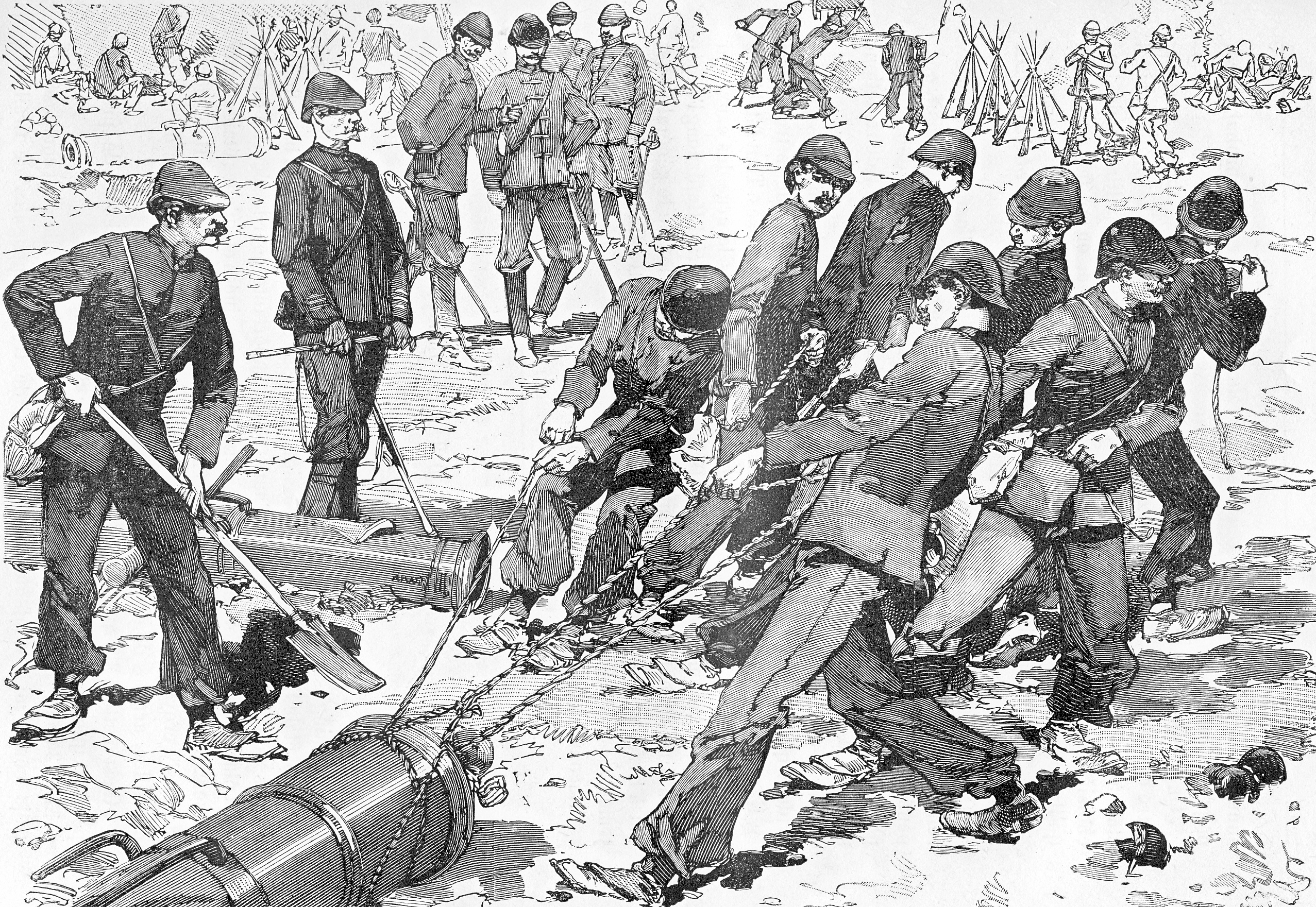
Il colonnello Bichot recupera un cannone delle Bandiere nere abbandonato alle Quatre Colonnes

Il motivo per cui Liu Yongfu riuscì a sferrare un così potente contrattacco contro la colonna di Révillon fu che le altre due colonne francesi non erano riuscite a esercitare una seria pressione sul nemico. La colonna centrale, quella di Coronnat, non riuscì ad entrare in contatto con le Bandiere nere, mentre la colonna di destra, quella di Bichot, riuscì a catturare il villaggio di Trem ma fu poi fermata davanti alle difese delle Bandiere nere alla "Pagoda delle Quattro Colonne". Il 16 agosto 1883 Bichot avanzò per attaccare la pagoda, ma scoprì che le Bandiere nere avevano abbandonato le loro posizioni durante la notte. La battaglia era stata combattuta sotto una pioggia battente e nella notte del 15 agosto 1883 il Fiume Rosso aveva rotto gli argini e aveva iniziato a inondare le pianure tra Hanoi e Phủ Hoài. L'inondazione pose di fatto fine alla battaglia. Né Coronnat né Bichot riuscirono a fare ulteriori progressi il 16 agosto 1883. La colonna di Coronnat tornò ad Hanoi, mentre Bichot si limitò ad occupare la "Pagoda delle Quattro Colonne" e a riportare ad Hanoi alcuni cannoni abbandonati, durante la loro ritirata, dalle Bandiere nere. I francesi avrebbero in seguito sostenuto che le inondazioni avevano impedito loro di infliggere una sconfitta importante a Liu Yongfu. Nella realtà dei fatti, le inondazioni furono un disastro per l'Esercito della bandiera nera: Liu Yongfu dovette abbandonare i suoi trinceramenti lungo il fiume Đáy, lasciandosi alle spalle tutto il materiale e tutti i feriti.
Le perdite francesi nella battaglia di Phu Hoai furono di 17 morti (compresi 2 ufficiali) e 62 feriti. I francesi stimarono le perdite delle Bandiere nere in circa 300 morti e 800 feriti.

## Significato
Anche se i francesi colpirono duramente l'Esercito della bandiera nera durante la battaglia, subendo perdite relativamente basse, la loro incapacità di ottenere una chiara vittoria contro Liu Yongfu fu di tutta evidenza. Il motivo più importante del fallimento dell'attacco di Bouët fu il maltempo, ma vi contribuirono anche le errate decisioni del comando francese e l'ostinata difesa opposta delle Bandiere nere. L'esito indeciso della battaglia scoraggiò molti tonchinesi dal sostenere i francesi contro le Bandiere nere e agli occhi del mondo equivalse a una sconfitta francese.